# Reichsgruppe Industrie

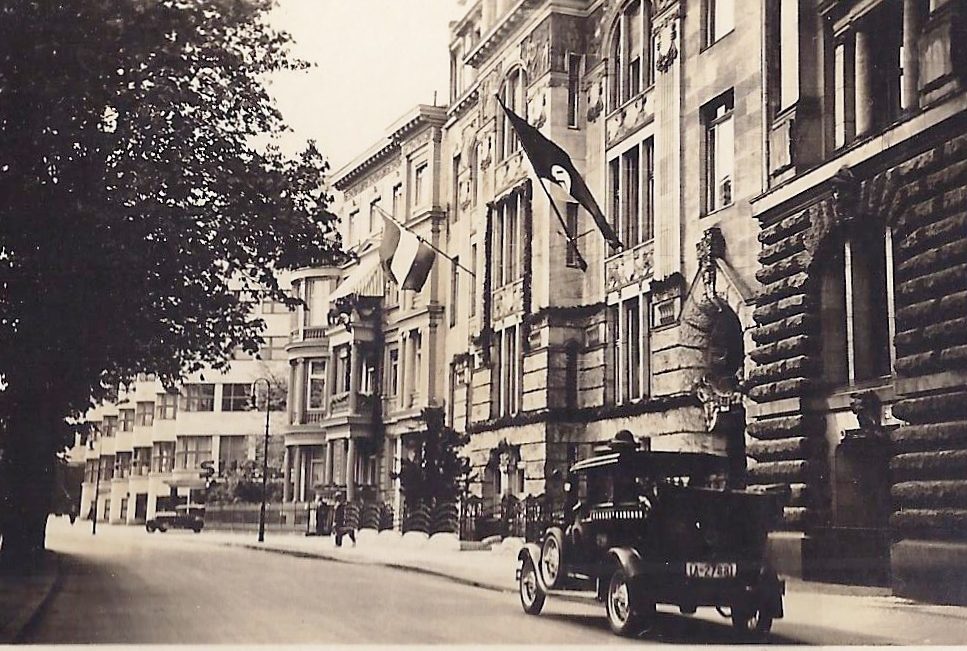
Sitz der Reichsgruppe Industrie (vormals Reichsverband der Deutschen Industrie) 1934 in Berlin-Tiergarten

Die Reichsgruppe Industrie war ein auf Selbstverwaltung beruhende Interessenvertretung der deutschen Industrie gegenüber den staatlichen bzw. parteipolitischen Stellen. 

## Geschichte
Mit dem Gesetz zur Vorbereitung des organischen Aufbaus der deutschen Wirtschaft vom 27. Februar 1934, dem sog. „Wiederaufbaugesetz“ ordnete Reichswirtschaftsminister Kurt Schmitt das bisher freie Verbandswesen der Wirtschaft dem Staat unter. § 1 des Gesetzes ermächtigte den Reichswirtschaftsminister, bestimmte Wirtschaftsverbände als Alleinvertreter ihres Wirtschaftszweiges anzuerkennen, Wirtschaftsverbände zu errichten, aufzulösen oder sie miteinander zu vereinigen, die Satzungen und Gesellschaftsverträge von Wirtschaftsverbänden zu ändern oder zu ergänzen, insbesondere das Führerprinzip einzuführen, die Führer von Wirtschaftsverbänden zu bestellen oder zu entlassen und Unternehmer sowie Unternehmungen auch ohne deren Zustimmung an Wirtschaftsverbände anzuschließen. Die am 13. März 1934 von befohlene „Organisationsstruktur für die gewerbliche Wirtschaft“ (OGW) schrieb eine Gliederung der gesamten Wirtschaft in zwölf Hauptgruppen vor, von denen sieben industriebezogen waren: Bergbau, Eisen- und Metallgewinnung; Maschinenbau, Elektrotechnik, Optik, Feinmechanik; Eisen-, Blech- und Metallwarenindustrie; Steine und Erden, Holz-, Bau-, Glas- und keramische Industrie; Chemische, Papier- und papierverarbeitende Industrie; Leder-, Textil- und Bekleidungsindustrie; und die Lebensmittelindustrie (detaillierter in Reichswirtschaftskammer).
Reichsgruppe Industrie entstand aus dem Reichsstand der Deutschen Industrie. Nachdem Hjalmar Schacht im August 1934 Reichswirtschaftsminister geworden war, schaffte er das von seinem Vorgängen Kurt Schmitt geschaffene auf dem Führerprinzip basierende System ab, und setzte eine Rückkehr zur Selbstverwaltung der Wirtschaftsverbände durch. Dabei nannte er die Spitzenverbände in Reichsgruppen um und verdrängte Spitzenfunktionäre der NSDAP aus diesen. Er entmachtete Gottfried Feder sowie den nationalsozialistischen Generalsekretär des Reichsstandes des Handwerks Heinrich Schild und setzte Leute wie Carl Friedrich Goerdeler oder Friedrich Syrup wieder in ihre Position.
Die am 27. November 1934 vom Minister erlassene Erste Verordnung zur Durchführung des Gesetzes vom Februar 1934 schuf ein gemeinsames Organ für alle sieben vorgenannten Industriezweige, die Reichsgruppe Industrie, in die auch der Reichsstand bzw. Reichsverband der Deutschen Industrie durch Anordnung des Ministers vom 12. Januar 1935 überführt wurde. Aus den übrigen bisherigen Hauptgruppen Nr. 8 – Handwerk, 9 – Handel, 10 – Banken und 11 – Versicherungen wurden ebenfalls sogenannte Reichsgruppen.

## Funktion und Aufbau
Die Reichsgruppe Industrie war Teil der Organisation der gewerblichen Wirtschaft (OGW), welche direkt dem Reichswirtschaftsministerium unterstand. Zusammen mit den weiteren Reichsgruppen Handwerk, Handel, Banken, Versicherungen, sowie Energiewirtschaft, Fremdenverkehr (fachlich festgelegt) und den regionalen Wirtschaftskammern bildete sie einen Unterbau der Reichswirtschaftskammer. Sie war nach Bezirken, und dort wiederum in 26 Industrieabteilungen untergliedert, welche die Verbindung zwischen der Reichsgruppe Industrie und den Industrie-Unternehmungen herstellten. Die fachliche Definition von Untergliederungen der Reichsgruppe Industrie ergab verschiedene Wirtschaftsgruppen, die in einer weiteren Anordnung des Reichswirtschaftsministers als alleinige Vertreter ihres Fachzweiges bestimmt wurden. Freie Wirtschaftsverbände, die bis dahin ihre Wirtschaftszweige vertreten hatten, wurden aufgelöst oder verloren zumindest ihre wirtschaftspolitische Funktion. Die auf dem jeweiligen Fachgebiet tätigen Unternehmen waren als Pflichtmitglieder in den Wirtschaftsgruppen dabei, die Reichsgruppe Industrie hatte keine Einzelmitglieder.

### Gliederung
1939 war die Reichsgruppe Industrie wie folgt in sieben Hauptabteilungen und 32 untergeordnete Wirtschaftsgruppen gegliedert:
- Hauptabteilung I: WG Bergbau, WG Nichteisenmetall-Industrie, WG Gießerei-Industrie, WG Eisen schaffende Industrie, WG Kraftstoffindustrie
- Hauptabteilung II: WG Stahl- und Eisenbau, WG Maschinenbau, WG Fahrzeugindustrie, WG Luftfahrtindustrie, WG Schiffbau, WG Elektroindustrie, WG Feinmechanik und Optik
- Hauptabteilung III: WG Werkstoffverfeinerung und verwandte Eisenindustriezweige, WG Eisen-, Stahl- und Blechwarenindustrie, WG Metallwaren und verwandte Industriezweige
- Hauptabteilung IV: WG Steine und Erden; WG Bauindustrie, WG Holzverarbeitende Industrie, WG Glasindustrie, WG Keramische Industrie, WG Sägeindustrie
- Hauptabteilung V: WG Chemische Industrie, WG Papier-, Pappen-, Zellstoff- und Holzstofferzeugung, WG Druck- und Papierverarbeitung
- Hauptabteilung VI: WG Lederindustrie, WG Textilindustrie, WG Bekleidungsindustrie
- Hauptabteilung VII: WG Lebensmittelindustrie, WG Brauerei, WG Malzindustrie, WG Zuckerindustrie, WG Spiritusindustrie

### Leitung
Bis Dezember 1934 waren die Leiter der Reichsgruppe Industrie Gustav Krupp von Bohlen und Halbach; danach Ewald Hecker, der Leiter der Reichswirtschaftskammer; ab 1935 war es Ernst Trendelenburg, Aufsichtsratsvorsitzender der VIAG und der Reichskreditgesellschaft AG.
Ab Dezember 1936 leitete Gottfried Dierig, von der Christian Dierig AG der zugleich Leiter der "Wirtschaftsgruppe Industrie" war.
Ab November 1938 Wilhelm Zangen, der Generaldirektor der Mannesmann-Röhrenwerke.
Als beratende Gremien der Reichsgruppe fungierten neben einem im Gesetz vorgesehenen "Beirat" der sogenannte „Große Beirat“ und zahlreiche Ausschüsse. Dem Großen Beirat gehörten neben den Beiratsmitgliedern die Leiter der Wirtschaftsgruppen und der Industrieabteilungen sowie die Vorsitzenden der 24 Ausschüsse an (Stand 1941). Die Geschäftsführung der Ausschüsse lag bei den jeweils fachlich zuständigen Abteilungen.

### Geschäftsführung
Die Geschäftsführung der Reichsgruppe bestand 1941 aus 13 Abteilungen unter der Leitung des Hauptgeschäftsführers Karl Guth.
1. Organisation und Rechtswesen
2. Innere Verwaltung, Verkehrswesen, Gewerbe-, Wasser- und Verwaltungsrecht, Judengesetzgebung
3. Steuern
4. Außenhandel
5. Absatzförderung, Patent-, Muster- und Zeichenwesen
6. Wehrwirtschaft, Rohstoffbewirtschaftung, Industrieausbau
7. Werkluftschutz, Werkschutz und Industrieschutz, Kolonialfragen
8. Marktordnung und Betriebswirtschaft
9. Kartellaufsicht
10. Sozialwirtschaft
11. Industrielle Qualitätsarbeit
12. Bank-, Kredit- und Finanzierungsfragen, Gemeinschaftshilfe, privatwirtschaftliches Versicherungswesen
13. Statistik und Wirtschaftsbeobachtung

Eine „angegliederte Dienststelle“ hieß Ausfuhrgemeinschaft für Kriegsgerät (AGK).
Ab dem 6. Januar 1944 waren eine Nachrichtenstelle und weiterhin die Ausfuhrgemeinschaft für Kriegsgerät angegliedert. Es galt folgende neue Gliederung:
- Generalreferat für Industrieabteilungen
- Abt. Z Innere Verwaltung, Haushalt, Gemeinschaftshilfe, Versicherungsfragen

1. Organisation und Recht
2. Innere Wirtschaft (Rohstoffbewirtschaftung, allgemeine Produktion, Wehrwirtschaft, Wasser und Energie, Verkehr, Ostwirtschaft, Technisches Referat)
3. Marktordnung und Betriebswirtschaft
4. Steuern und Finanzfragen
5. Sozialwirtschaft, Kriegsschäden
6. Außenwirtschaft einschl. Industrieverschleppung, Messe- und Ausstellungswesen, Werbung
7. Werkluftschutz
8. Statistik und Wirtschaftsbeobachtung.